# Rragami
Rragami – wieś położona w południowo-wschodniej części Albanii w gminie Margegaj. Rragami leży w pełni w obszarze Parku Narodowego Doliny Valbony.

## Historia
Wieś powstała dopiero pod koniec lat czterdziestych XX wieku. W 1965 roku dokonano kolektywizacji rolników. W 1991 roku, po upadku reżimu komunistycznego, mieszkańcy skarżyli się na przeludnienie. Migracja rozpoczęła się szybko w latach 90. XX wieku, podobnie jak wszędzie w górach Albanii. W 2018 roku, po jedenastu latach, do wsi ponownie doprowadzono prąd.

## Turystyka
Od 2016 roku w tamtejszych okolicach wzrósł przyjazd turystów. W 2017 roku we wsi znajdowały się 33 miejsca noclegowe w pensjonatach.